# Волиця-Лугова
Волиця-Лугова (пол. Wolica Ługowa) — село в Польщі, у гміні Сендзішув-Малопольський Ропчицько-Сендзішовського повіту Підкарпатського воєводства.
Населення — 739 осіб (2011).
У 1975-1998 роках село належало до Ряшівського воєводства.

## Демографія
Демографічна структура станом на 31 березня 2011 року:
|          | Загалом | Допрацездатний вік | Працездатний вік | Постпрацездатний вік |
| -------- | ------- | ------------------ | ---------------- | -------------------- |
| Чоловіки | 353     | 70                 | 250              | 33                   |
| Жінки    | 386     | 93                 | 210              | 83                   |
| Разом    | 739     | 163                | 460              | 116                  |